# Révolte des 18 du fort de Copacabana

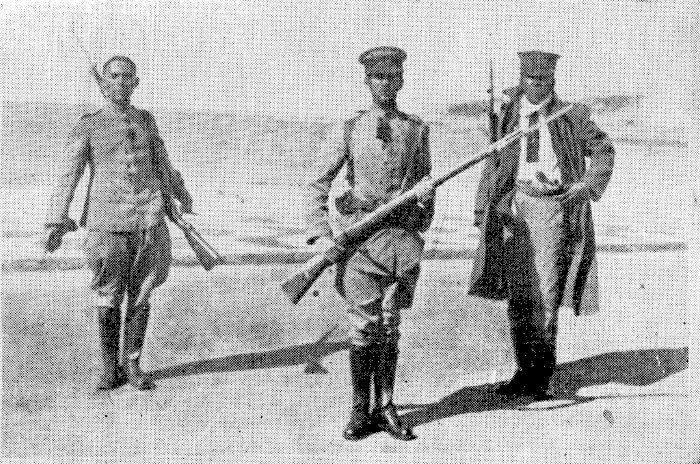
3 soldats rebelles du Fort de Copacabana.

La révolte des 18 du fort de Copacabana est intervenue le 5 juillet 1922, dans la ville de Rio de Janeiro, alors district fédéral du Brésil. C'était la première révolte du mouvement tenentista, dans le contexte de la première république du Brésil, la « República Velha ».

## Letenentismo
Le tenentismo est un mouvement politico-militaire regroupant diverses révoltes de jeunes officiers de l'armée brésilienne qui ont eu lieu au cours des années 1920 (essentiellement des lieutenants, d'où le nom de tenentismo, puisque « tenente » veut dire « lieutenant » en portugais). Les tenentes demandaient des réformes dans la structure du pouvoir. Parmi ces réformes figurait l'arrêt du vote cabresto (un outil de contrôle politique fondé sur l'abus de pouvoir, l'achat de votes, l'utilisation des institutions publiques, la violence, le recours à des « votes fantômes », l'échange de faveurs et la fraude). Parmi leurs autres objectifs figuraient l'institution du vote à bulletin secret et la réforme de l'éducation publique. 
En 1922, et jusqu'en 1930, les tenentes constituèrent une minorité du corps des officiers. Ils étaient environ 325, constitués d'officiers diplômés de la Escola Militar do Realengo du Brésil. À partir de 1930, le nombre de ces tenentes dépassait les 600, soit environ 11 % des 5 255 officiers en service actif. Bien que la révolte de 1922 au fort de Copacabana se soit soldée par un échec, l'audace avec laquelle cette petite bande de rebelles s'en était prise à une force bien plus importante suffit à capter l'attention du public et inspira par la suite d'autres mouvements similaires par les tenentes. Certaines sources soutiennent que le soulèvement était voué à l'échec dès le départ du fait que les autorités - y compris le président du Brésil - étaient au courant du complot. Les officiers impliqués auraient d'autre part accepté la mort. Ces facteurs contribuèrent à la façon dont les rebelles apparurent comme des martyrs, notamment aux yeux des autres soldats.